# Android One

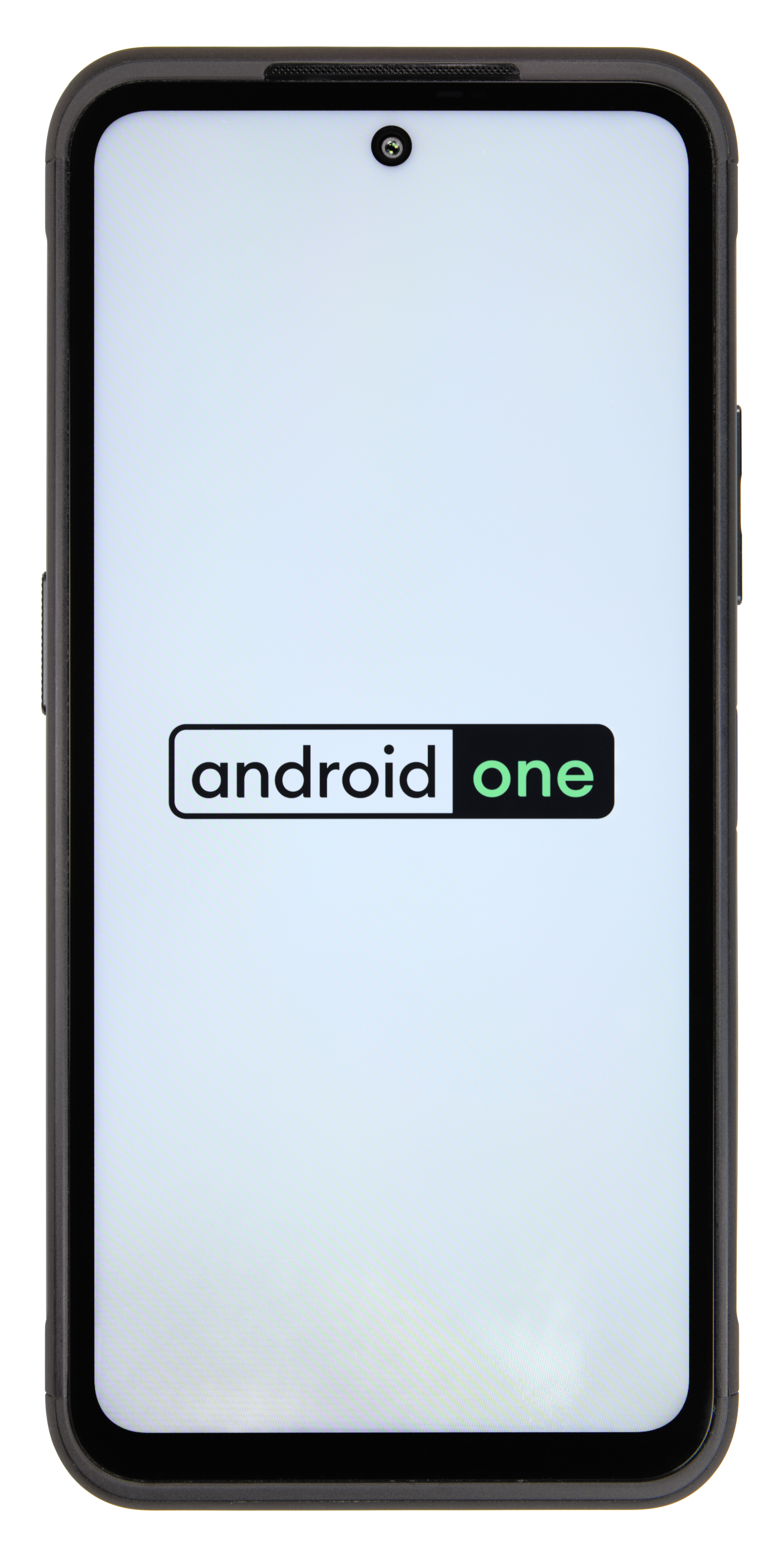
Un Nokia XR20 care arată sigla Android One la pornire

În comparație cu multe dispozitive Android care sunt livrate cu interfața de utilizator personalizată a unui producător și aplicații incluse în pachet, aceste dispozitive rulează versiuni Android aproape de stoc, cu modificări limitate și cu accent pe serviciile Google. Dispozitivele care rulează Android One primesc actualizări ale sistemului de operare timp de cel puțin doi ani de la lansare și corecții de securitate timp de cel puțin trei ani.
Programul Android One a început în 2014 și a fost poziționat pentru prima dată ca o platformă de referință pentru dispozitivele low-end care vizează piețele emergente, cum ar fi India. Un obiectiv al programului a fost să accelereze disponibilitatea versiunilor mai noi de Android pe astfel de dispozitive. În anii care au urmat, programul Android One s-a extins pentru a viza mai multe teritorii și versiuni globale și pentru a include și dispozitive de gamă medie și high-end. În decembrie 2018, existau peste 100 de modele de smartphone Android One.
Android One a fost considerat un succesor al fostelor programe Google Play Edition și Nexus, care prezentau în mod similar dispozitive dezvoltate sau verificate în comun de Google, cu Android stoc și versiuni mai rapide de actualizări. Google Pixel a înlocuit Nexus ca marcă proprie de dispozitive Android emblematice produse de Google; deși rulează o interfață Android stoc, ele conțin în continuare caracteristici software exclusive care nu sunt întotdeauna puse la dispoziție codului sursă Android stoc.